# باغ‌های ورسای

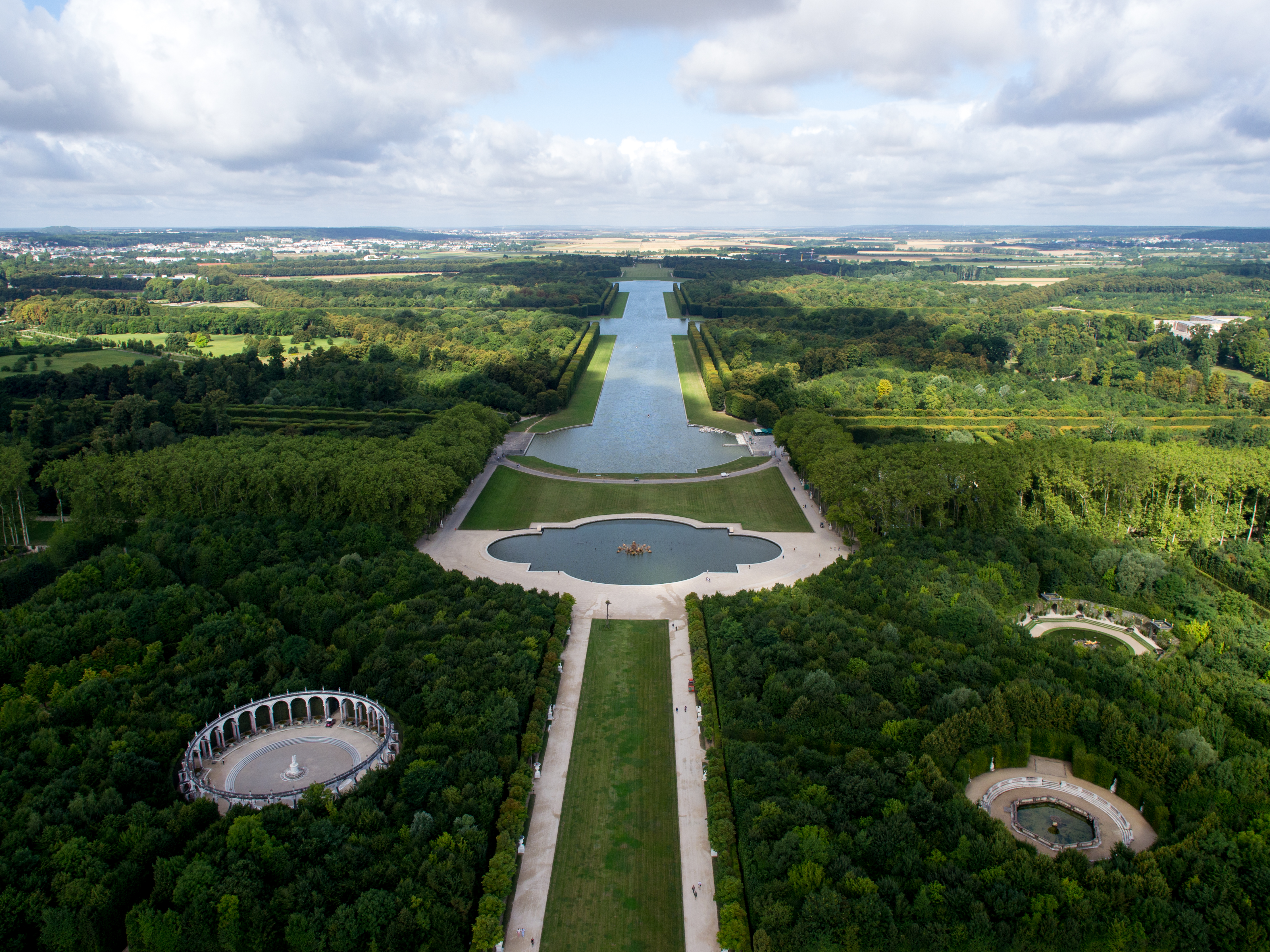
نمایی هوایی از بخشی از باغ‌های ورسای که در دورهٔ سلطنت لویی چهاردهم توسط آندره لونوتر، شارل لو برن، لوئی لو وو و ژول مانسار طراحی و ساخته‌شدند.

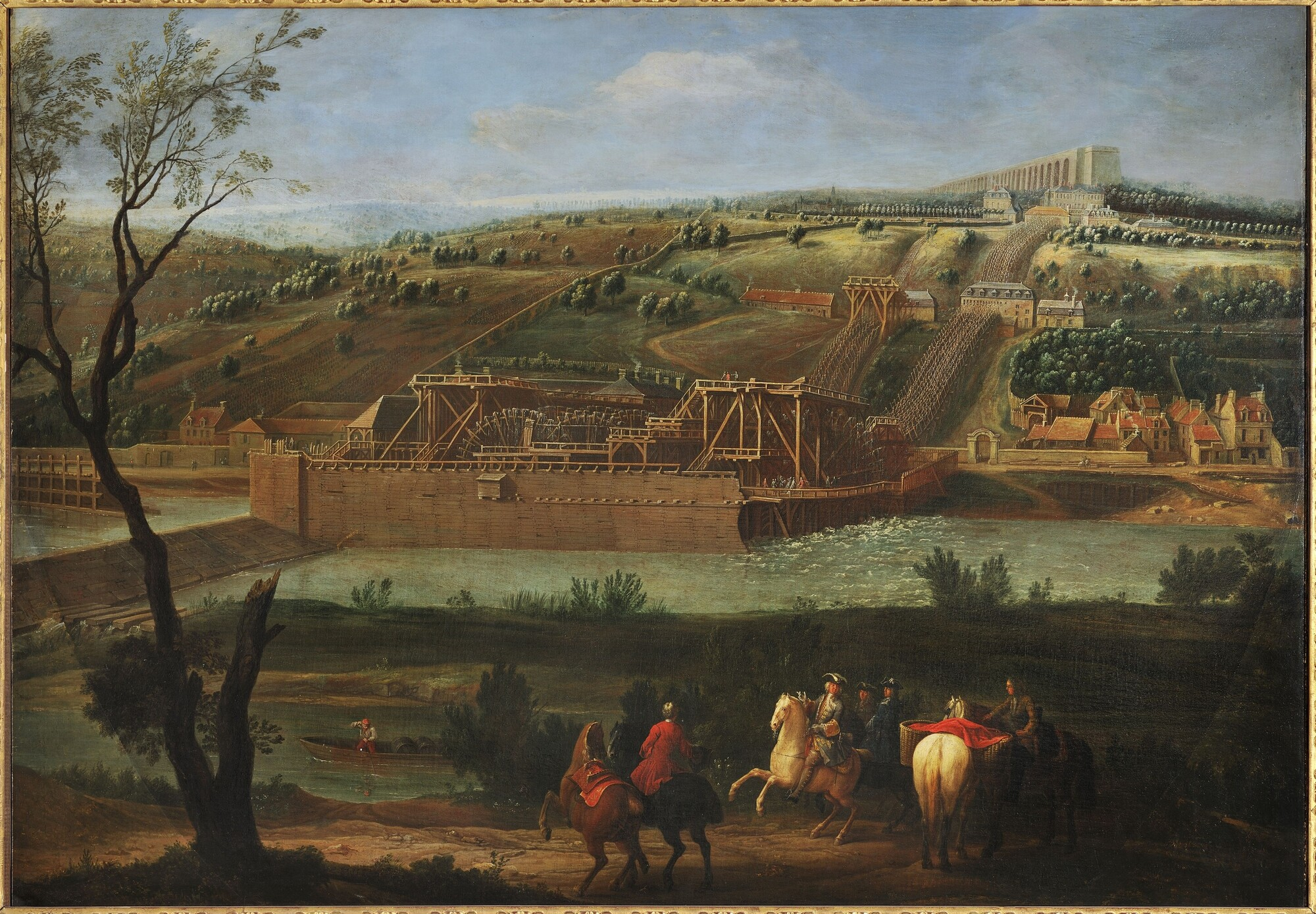
سیستم هیدرولیکی ماشین دو مارلی در سال ۱۶۸۴ میلادی، به منظور آبیاری باغ‌های ورسای بر رود رود سِن ساخته شد.

باغ‌های فرانسوی (فرانسوی: Jardins du château de Versailles‎; تلفظ فرانسوی: [ʒaʁdɛ̃ dy ʃato də versaij]) بخشی از آنچه که در گذشته دامنه سلطنتی ورسای، قلعه شاهنشاهی سلطنتی ورسای بود را اشغال می‌کند. این باغ‌ها در غرب کاخ واقع شده و حدود ۸۰۰ هکتار از اراضی زمین را تحت پوشش قرار داده‌اند که قسمت عمده ای از آن به سبک باغ رسمی فرانسوی و آندره لونوتر ساخته شده‌است.
این باغ‌ها توسط اداره عمومی کاخ موزه و املاک ملی ورسای اداره می‌شود، یک نهاد عمومی مستقل که تحت نظارت وزارت فرهنگ فرانسه فعالیت می‌کند، اکنون با تعداد بازدید کنندگان بیش از شش میلیون در سال یکی از پر بازدیدترین مکان‌های عمومی در فرانسه است.
علاوه بر چمن‌های آراسته، باغچه‌های گلکاری و مجسمه‌ها، چشمه‌هایی جاری هستند که در سراسر باغ واقع شده‌اند. چشمه‌ها از زمان لویی چهاردهم شروع می‌شوند و هنوز هم از همان شبکه هیدرولیکی استفاده می‌کنند که در دوره رژیم پیشین استفاده می‌شده‌است، این چشمه‌ها در باغ‌های ورسای بی نظیر هستند. از اواخر بهار تا اوایل پاییز، اداره موزه آن‌ها را حمایت مالی می‌کند.
در سال ۱۹۷۹، باغ‌ها به همراه شاتو در فهرست میراث جهانی یونسکو در فرانسه ثبت شدند.

## در فرهنگ عامه
ایجاد باغ‌های ورسای زمینه ساخت فیلم هرج‌ومرج کوچک به کارگردانی آلن ریکمن و پخش در سال ۲۰۱۵ است، که در آن کیت وینسلت در منظره ای تخیلی و ریکمن در نقش پادشاه لوئی چهاردهم بازی می‌کند.